# Argentinska viner
Argentinska viner tillhör tillsammans med chilenska viner de som rönt störst framgångar på exportmarknaden av de sydamerikanska vinerna. Även om Argentina hittills stått lite i skuggan av Chile på vinmarknaden är Argentinas produktion fem gånger större än Chiles och det gör Argentina till den största producenten i Sydamerika och den femte största i hela världen. Vinarealen är dock endast dubbelt så stor som Chiles vilket är ett bevis på att kvantitet traditionellt gått före kvalitet i den argentinska vinproduktionen. En förändring har dock skett och på senare år har skördeuttaget minskat vilket främjat kvaliteten. Argentina räknas till det som i vinvärlden brukar kallas den Nya världen och Argentina utmanar idag de traditionella vinländerna som Frankrike och Italien, bland annat med populära endruvesviner. Klimatet i Argentina är mycket varmt och torrt. Därför måste vinodlingarna konstbevattnas vilket ofta görs med smält snö från den mäktiga bergskedjan Anderna. En av de mest kända inhemska vinprofilerna är Nicolás Catena, utsedd till vintidskriften Decanters Man of the Year 2009.

## Historik

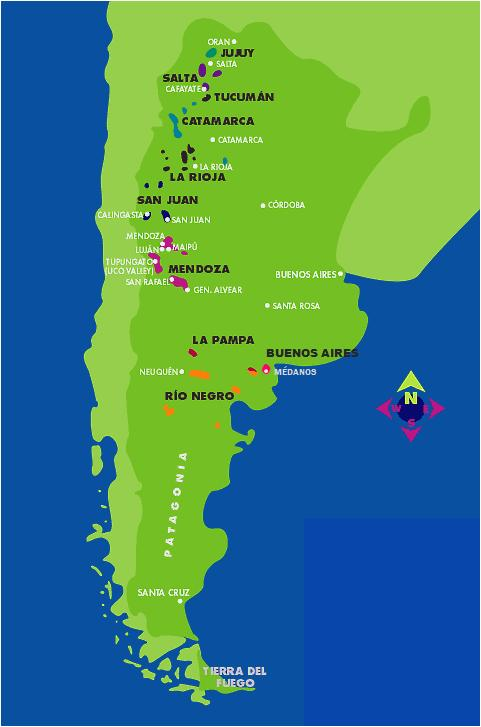
Vinregioner i Argentina

De spanska och portugisiska erövrarna startade redan på 1500-talet vinodling i Sydamerika. Mot slutet av 1700-talet immigrerade många italienare, spanjorer och fransmän som hade med sig både vinstockar och kunskap om vinodling och detta blev startskottet för den mycket mångfacetterade vinindustrin, med många olika druvor och stilar som idag är kännetecknande för Argentina. Från 1950-talet fram till 1980-talet hade industrin en nedgång på grund av den omvälvande politiska situationen med militärkupper och militärdiktatur.  Efter förlusten i Falklandskriget mot Storbritannien 1982 blev Argentina åter en demokrati och vinindustrin tog fart på allvar under 1990-talet.
På senare år har Argentina skiftat fokus från kvantitet till kvalitet och det traditionella bordsvinet har fått stå tillbaks till förmån för viner av högre kvalitet. Framförallt skedde en förändring när endruvsviner började bli populära och detta är ett område som Argentina lyckats positionera sig väl inom. Sammantaget har Argentinas anseende i vinvärlden förbättrats högst avsevärt och det är idag en mycket lovande vinnation.

## Vinlagar
Traditionellt har vinlagarna varit obefintliga eller outvecklade i Argentina. Tack vare den starka utvecklingen är dock ett system för kontroll under framtagning. Ursprungsbeteckning Dénominationes de Origen (DO) är under uppbyggnad och finns hittills i regionen Mendoza.

## Druvsorter

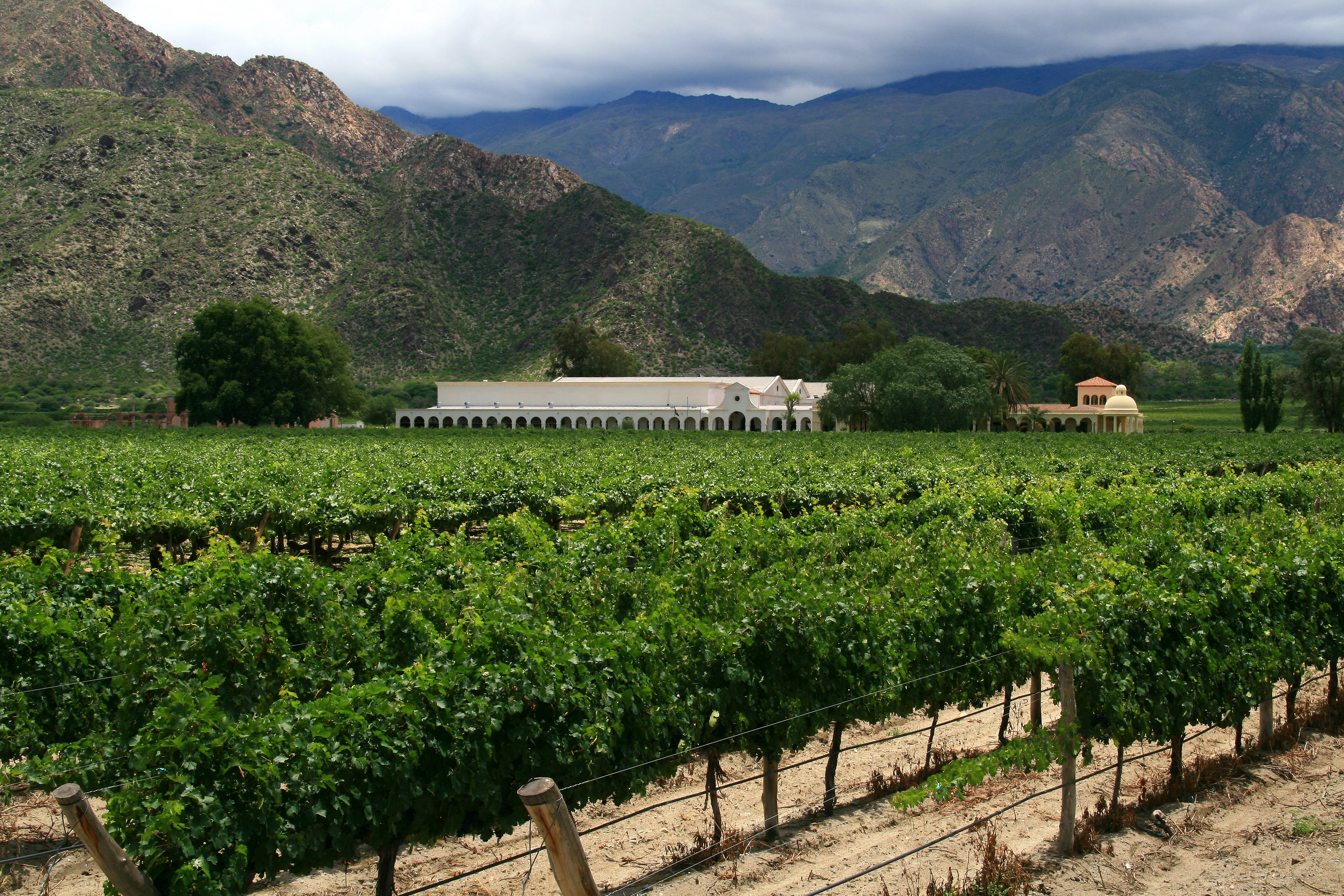
Cafayate, Valles Calchaquíes - Salta.

Argentinska viner

Argentina visar upp en imponerande samling druvor inom ramen för sin vinindustri. Historiskt har de blå druvorna Criolla chica (en variant av Missionsdruvan) och Cereza varit framträdande och de odlas fortfarande framgångsrikt, även om de mest används för lokal konsumtion. I den moderna argentinska vinindustrin var under en period den blå druvan Malbec, som här gav och ger mycket parfymerade rödviner, den viktigaste druvsorten, men på senare tid har denna ändå fått stå tillbaks för andra internationella storheter som Cabernet Sauvignon och Merlot. Även de italienska Bonarda (som ger mjuka viner i ungefär samma stil som Beaujolais), Barbera och Corvina är populära druvor. Också Syrah, Pinot Noir och Tempranillo har rönt framgångar.
Torrontes är en grön druva som skapar intressanta, aromatiska viner med doft av rosor. Även Chardonnay, Riesling och Sauvignon Blanc odlas framgångsrikt.

## Vinregioner
Alla vinregioner ligger djupt in i Argentina långt ifrån havet åt båda håll. Mendoza i landets västra del (i höjd med Santiago i Chile) är den klart viktigaste regionen och producerar 60-70 procent av den totala produktionen. Dessutom ligger Mendoza mycket vackert vid foten av bergskedjan Anderna vilket utgör en dramatisk inramning till regionen.
Några av Argentinas vindistrikt är:

### Rio Negro
"Den svarta floden" som fått sitt namn från floden med samma namn ligger långt söderut i Argentina. Här finns gynnsamma förutsättningar och en stor potential som än så länge är tämligen outnyttjad. Än så länge sker ca 3 % av Argentinas produktion här.

### Mendoza
Regionen är alltså landets viktigaste region med vissa distrikt på över tusen meters höjd. Mendoza fungerar som motor i hela den argentinska vinindustrin.
- I syd och sydväst finns distrikten Luján de Cujo och Maipú vilka är Malbec-druvans förlovade hemland. Det sistnämnda är även välkänt för sina Cabernet Sauvignon-viner av hög kvalitet, till exempel av de kända producenterna Trapiche och Catena
- Tupungato och Valle de Uco ligger på hög höjd och har därmed ett något svalare klimat. Här produceras vita viner på Chardonnay och Sémillon.
- Las Consultas och Vista Flores - kända för bra Malbec-viner och här har även den kända franska vinmakaren Francois Lurton etablerat och gör bland annat högklassiga Cabernet Sauvignon-viner.
- I norra Mendoza finns även distrikten Lavelle, Las Heras och San Martin[förtydliga].
- I öster återfinns också flera distrikt för framställning av stora kvantiteter viner av lägre kvalitet, till exempel Junin, Rivadanda och Santa Rosa[förtydliga].
- I söder finns distrikt som General Alvear och San Rafael.

### San Juan
Argentinas näst största region som ligger norr om Mendoza och står för ca 25 procent av produktionen. Här är klimatet varmare och torrare.
Tidigare har San Juan främst varit känt för enkla rödviner avsedda för inhemsk konsumtion på Criolla chica och Cereza. Här odlas också gröna druvor för framställning av Sherryliknande starkviner.
- Ullum - producerar gedigna vardagsviner av god kvalitet.
- Callingasta
- Valle del Tullum

### La Rioja
Argentinas äldsta vinregion som ligger ytterligare en bit längre norrut om Mendoza. (Denna region skall inte förväxlas med  La Rioja i Spanien.) Idag är det en liten och tämligen obetydlig region för vinframställning.

### Salta / Cafayate
Argentinas allra nordligaste region som bland annat har några av de högst belägna vingårdarna i världen på ca 2000 meters höjd. Trots sin storlek står  regionen för endast ca 1,5 % av Argentinas totala produktion.
- Cafayatedalen - Distriktet är framförallt känt för sina vita viner på den gröna druvan Torrontés men här produceras även röda av god kvalitet.

### Buenos Aires
- Médanos